# Cardium ovale
Cardium ovale är en musselart. Cardium ovale ingår i släktet Cardium och familjen hjärtmusslor. Inga underarter finns listade i Catalogue of Life.